# Asterostemma repandum
Asterostemma repandum är en oleanderväxtart som beskrevs av Joseph Decaisne. Asterostemma repandum ingår i släktet Asterostemma och familjen oleanderväxter. Inga underarter finns listade i Catalogue of Life.